# Дин, Шеймас
Шеймас Дин (англ. Seamus Deane; 9 февраля 1940, Дерри — 12 мая 2021, Дублин) — североирландский поэт, прозаик, критик, литературовед, эссеист.

## Биография
Шеймас Дин родился 9 февраля 1940 года в семье националистов-католиков в Дерри (Северная Ирландия). Обучался в Колледже святого Колумба, где был дружен с Шеймасом Хини, будущим лауреатом Нобелевской премии по литературе за 1995 год. Дальнейшее обучение Дин продолжил в Королевском университете Белфаста, где получил степени бакалавра и магистра. Защитил докторскую диссертацию в Пемброк-колледже Кембриджского университета. В последнее время совмещал литературную деятельность с профессорской карьерой, преподавал в университете Нотр-Дам, штат Индиана. Соредактор влиятельного ежегодного ирландского литературного журнала Field Day Review.

## Творчество
В своём творчестве Дин широко использовал кельтские сказания и легенды. Первый роман Дина «Чтение в темноте» — 1996 год (на русском языке выходил в переводе Елены Суриц в издательстве «Иностранка», 2001 год) принёс ему славу и сделал финалистом Букеровской премии.

## Литературоведческие произведения, публицистика и эссе
- «Возрождение кельтов»: Эссе о современной ирландской литературе 1880—1980 (1985)
- «Краткая История ирландской литературы» (1986)
- «Французское Просвещение и революция в Англии 1789—1832» (1988)
- «Странная страна: современность и статус государственности» (1997)
- «Иноземные привязанности»: эссе об Эдмунде Бёрке (2005)

## Поэтические книги
- «Постепенные войны» (1972)
- «Слухи» (1977)
- «Уроки истории» (1983)